# Cud Matki Boskiej Śnieżnej
Cud Matki Boskiej Śnieżnej – obraz Matthiasa Grünewalda powstały w latach 1517–1519 pierwotnie przeznaczony do kolegiaty w Aschaffenburgu. Od 1904 r. przechowywany w Augustinermuseum we Fryburgu Bryzgowijskim.

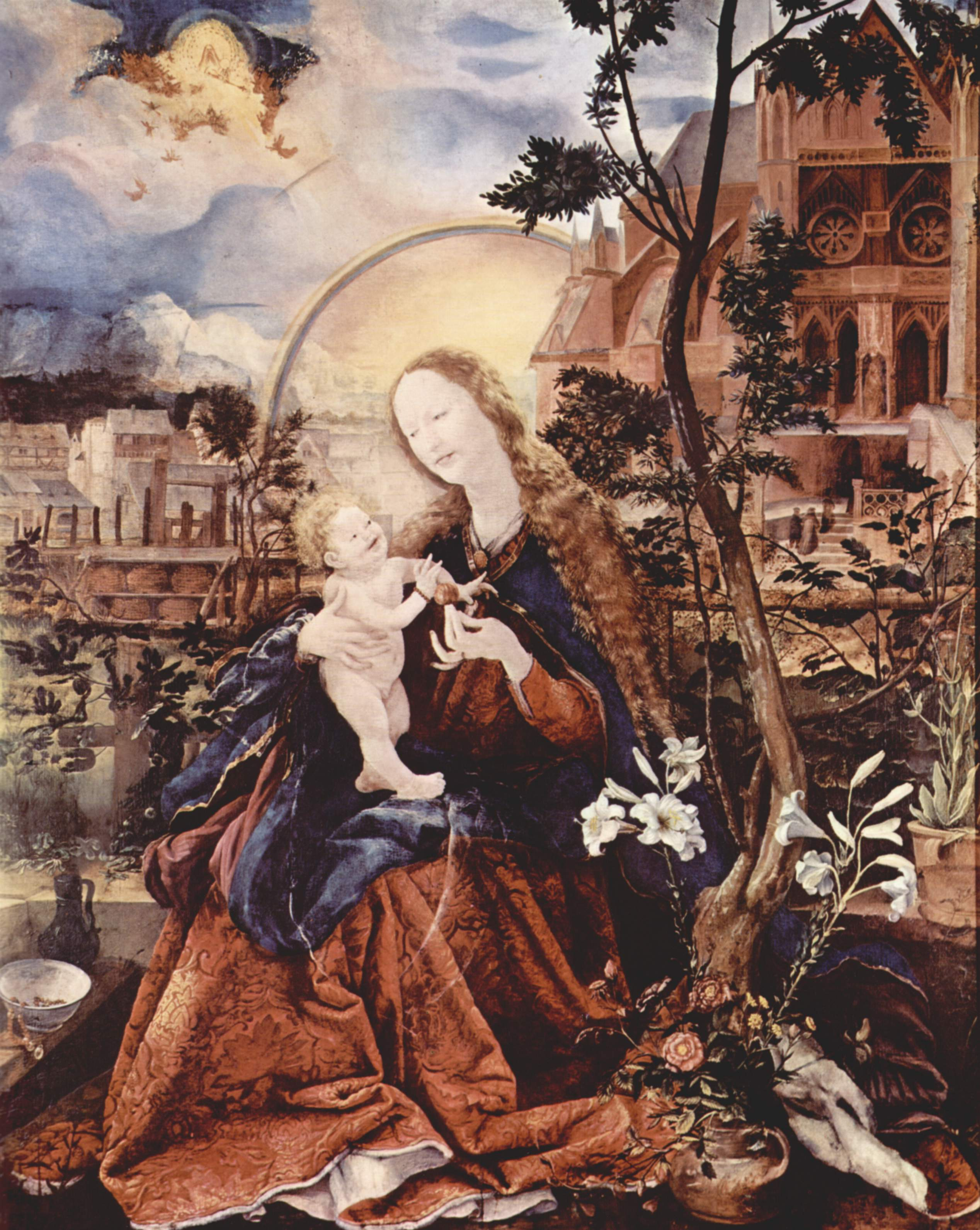
Madonna ze Stuppach, środkowa część ołtarza

## Proweniencja
Obraz Grünewalda stanowił prawe skrzydło Ołtarza Matki Boskiej Śnieżnej w kolegiacie w Aschaffenburgu. W nieznanym okresie dzieło zostało przesłane do Bad Mergentheim, a w pierwotnym miejscu pozostały tylko oryginalne ramy z sygnaturą artysty i datą 1519. Środkową część stanowiło przedstawienie Madonny z Dzieciątkiem. W 1809 ten fragment zakupił proboszcz ze Stuppach. Od tej pory znany on jest jako Madonna ze Stuppach. Prawe skrzydło nabyła w 1828 bawarska Centralna Galeria Obrazów, która w 1852 sprzedała je za 15 guldenów i 36 krajcarów. W następnych latach dzieło zmieniało właściciela, aż w 1904 r. trafiło do Augustinermuseum we Fryburgu Bryzgowijskim.

## Opis obrazu
Cud Matki Boskiej Śnieżnej przedstawia legendarne początki rzymskiego bazyliki Santa Maria Maggiore. Pewnej nocy papież Liberiusz i jeden z rzymskich patrycjuszy mieli identyczny sen, w którym Matka Boska poleciła wznieść kościół w miejscu gdzie śnieg spadnie w środku lata. Następnego dnia wzgórze Eskwilin pokryło się śniegiem. Na obrazie Grünewalda po lewej stronie jest widoczny pałac papieski, a w nim śpiący papież. Na schodach siedzi patrycjusz wraz z żoną patrzący w niebo, na którym ukazuje się Matka Boska. Po prawej widoczni są wierni i duchowni zdążający na miejsce cudu. Na pierwszym planie został przedstawiony papież wyznaczający motyką miejsce położenia kamienia węgielnego pod budowę świątyni. W pobliżu klęczy patrycjusz z żoną. Mężczyzna ma twarz Grünewalda.